# Senaspis umbrifera
Senaspis umbrifera är en tvåvingeart som först beskrevs av Walker 1849.  Senaspis umbrifera ingår i släktet Senaspis och familjen blomflugor.
Artens utbredningsområde är Sierra Leone. Inga underarter finns listade i Catalogue of Life.